# Кинкейд, Дэвид
Дэвид Кинкейд (р. 25 августа 1983) — барабанщик группы Soulfly с 2011 по 2012 год, до этого играл в Borknagar с 2008 по 2011 год. В настоящее время он завершил карьеру музыканта.

## Биография
Дэвид Кинкейд родился в Нью-Джерси 25 августа 1983 года. После того, как его дедушка подарил ему первый барабан, Кинкейд в возрасте трёх лет начал играть на ударных.
Он известен быстротой своей движений и техникой удвоенной скорости игры. Техника Дэвида не ограничается стилем метал. Он играет джаз, фьюжн, прогрессивный рок, свинг, рок и многие музыкальные жанры.
Его вдохновляли такие группы, как Metallica, Pink Floyd, Kiss, Iron Maiden, Sepultura, Immortal, Emperor и Devin Townsend Project. К игре на ударных его вдохновили Gavin Harrison, Horacio «el Negro» Hernandez, Nick Barker, Mike Mangini, Hellhammer, Nick Mason, Carmine Appice, Vinnie Appice, Dave Lombardo, Nicko McBrain, Peter Criss, Eric Singer, Eric Carr, Neil Peart, Lars Ulrich and Pete Sandoval.
Кроме своей карьеры барабанщика, известен интерес Кинкейда к защите животных. В 2007 году он основал фонд, названный «Метал для животных», который выступает против жестокого обращения с животными. Целью фонда является объединение сторонников метала для борьбы против жестокого обращения с животными.
Также Дэвид занимался преподаванием музыки, давая частные уроки в течение 8 лет. Летом 2008 года он работал по программе средней школы с 13 учениками в возрасте от 7 до 13 лет, обучение было направлено на детей с аутизмом и представляло собой основы музыкальной игре на ударных и перкуссии.
В настоящее время Кинкейд проживает в Чикаго.
В августе 2011 было объявлено, что он стал новым барабанщиком группы Soulfly.
В октябре 2011 года он расстался с коллективом Borknagar.
В октябре 2012 года Дэвид объявил о завершении карьеры музыканта.

## Дискография

### Borknagar
- 2010: Universal (лейбл Indie Recordings[англ.])
- 2012: Urd (лейбл Century Media Records)

### Excommunicated
- 2011: Skeleton Key

### Soulfly
- 2012: Enslaved